# Réserve naturelle régionale du marais de Condette
La réserve naturelle régionale du marais de Condette (RNR198) est une réserve naturelle régionale située dans le département du Pas-de-Calais, dans les Hauts-de-France, centrée autour du lac des miroirs. Classée en 2009 en raison de la grande richesse des milieux aquatiques et inondables qui la composent (mosaïque de milieux allant de zones tourbeuses à vaseuses), elle occupe une surface de 35 hectares.

## Localisation

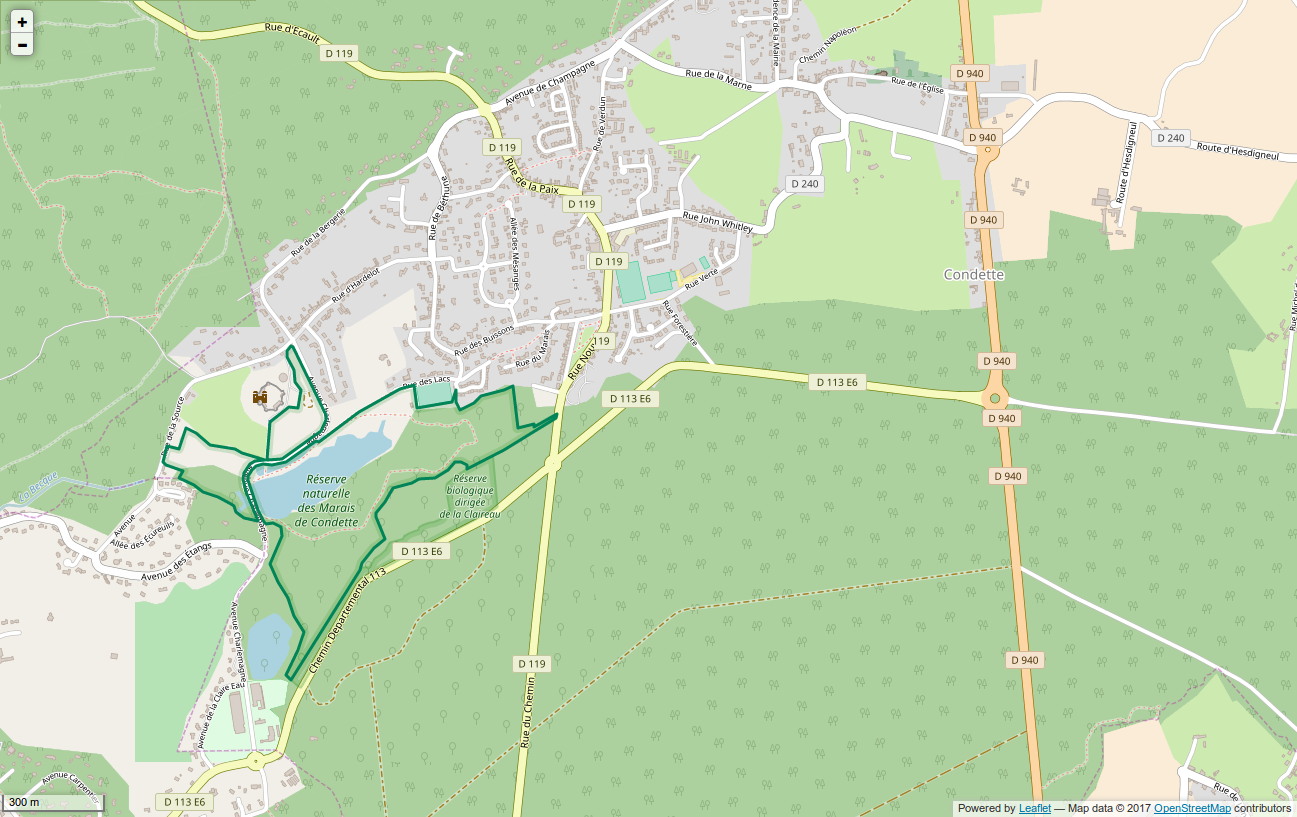
Périmètre de la réserve naturelle.

Le territoire de la réserve naturelle est dans le département du Pas-de-Calais, sur la commune de Condette. Le site s'étend sur 35 hectares, autour du lac des miroirs, entre deux massifs boisés (les forêts d'Écault et d'Hardelot) au sud de Boulogne-sur-Mer et dans le Parc naturel régional des caps et marais d'Opale.
Du fait de la proximité du littoral, elle subit nettement l’influence climatique de la zone biogéographique dite « zone atlantique ».

## Historique
En 1894, dans son rapport annuel au Préfet, l'archiviste départemental demandait qu'on « déposât aux archives départementales une forte liasse des marais et du pâturage de Condette qui a trop d'importance pour la commune pour être laissée sans attache dans un coin des rayons de la mairie ».
Dans les années 2000, ce complexe de zones boisées et en eau reste l'une des plus belles zones humides relictuelles du parc naturel régional. Cette partie de la région est caractérisée par un degré assez élevé de naturalité.
Le site joue aussi un rôle important comme zone d'expansion de crue (ZEC), contribuant à limiter les crues en aval et l'impact des sécheresses et canicules dans cette zone.
Auparavant base de loisirs, des travaux sont faits sur le site pour 1,5 million d'euros entre 2005 et 2008 pour lui redonner son aspect naturel du début du XIXe siècle, avec l'ajout de cheminements piétons en bois de chêne et de pupitres de présentation et d'information sur l'histoire du site, sa géomorphologie, sa faune et sa flore
Il a reçu le « prix de la biodiversité en milieu urbanisé » en février 2012 par le ministère du développement durable.

## Écologie (biodiversité, intérêt écopaysager, etc)

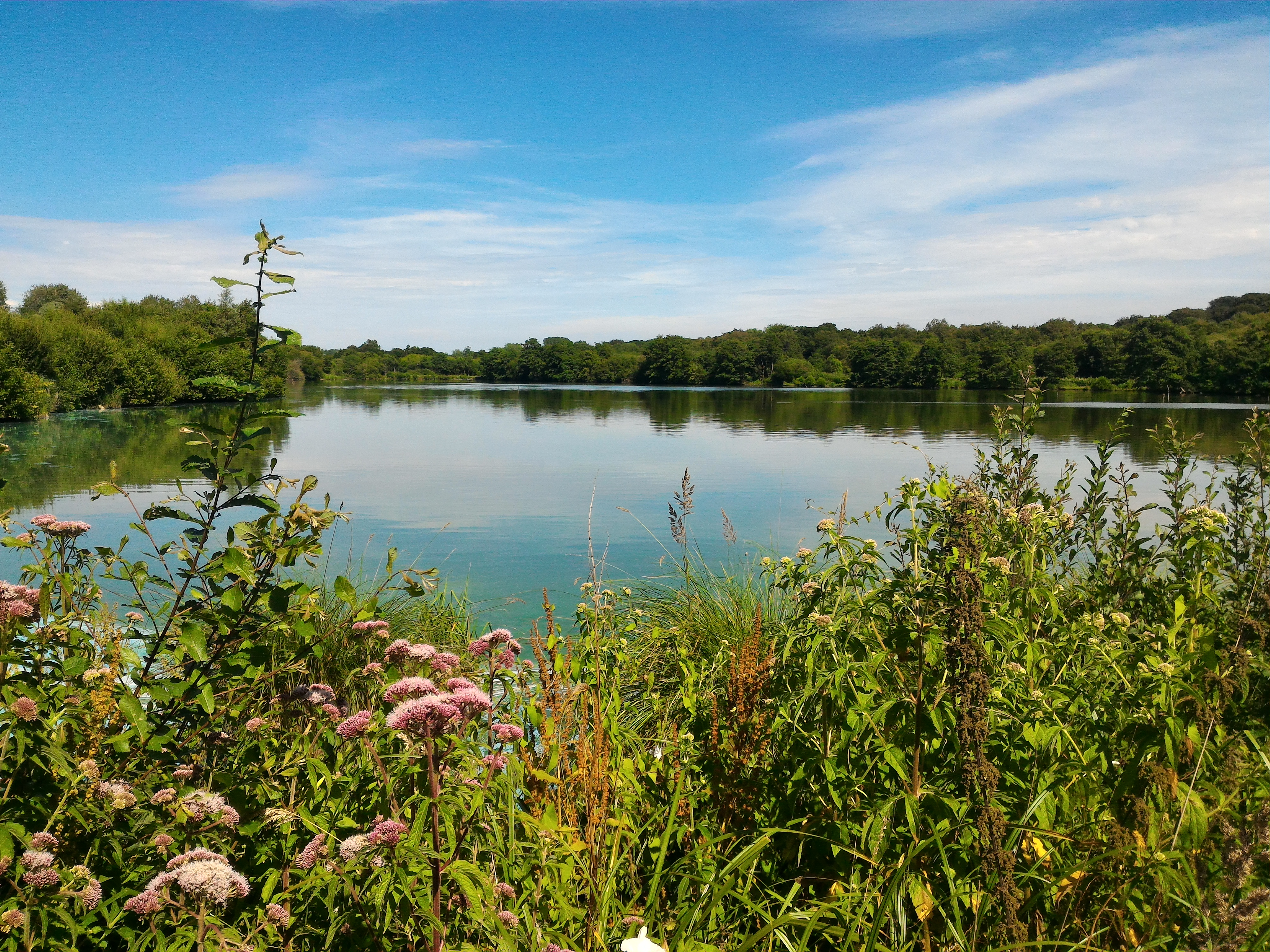
Le lac des miroirs.

Elle abrite trois grands types de milieux :
- des zones humides essentiellement constituées par le lac des miroirs ;
- des zones ouvertes (prairies humides et mégaphorbiaies) ;
- des boisements (plus ou moins denses et anciens).

Cette mosaïque d’espaces ouverts (dont prairiaux à l’ouest du château d'Hardelot et marécageux) et de milieux boisés plus fermés abrite une importante faune, flore et fonge qui en font un des réservoirs majeurs de biodiversité du Boulonnais. Par sa position entre deux zones boisées, le marais joue un rôle essentiel dans la trame verte et bleue nationale et régionale en tant que liaison écologique entre la forêt d'Écault et son prolongement naturel, les dunes d'Ecault et avec la forêt d'Hardelot, dans une région par ailleurs particulièrement touchée par le phénomène de fragmentation écopaysagère. Les tourbes du marais contiennent une banque de graines anciennes, qui peuvent également contribuer à la résilience écologique du milieu, dans un contexte annoncé de dérèglement climatique ; ces tourbes étant par ailleurs un important puits de carbone naturel.

### Flore
La biodiversité végétale est particulièrement élevée dans la réserve. En 2008, 345 espèces végétales y ont été recensées, dont des espèces patrimoniales telles que : la Renoncule langue (Ranunculus lingua), le Fragon piquant (Ruscus aculeatus), le Comaret des marais (Comarum palustre) ou l'Osmonde royale (Osmunda regalis).

### Faune
Le marais abrite, outre des amphibiens et de nombreux oiseaux, diverses espèces de papillons et de libellules.
Le marais accueille plus de 80 espèces d'oiseaux (nicheuses ou migratrices en halte d’étape), dont le Chevalier guignette (Actitis hypoleucos), le Chevalier culblanc (Tringa ochropus), la Mouette rieuse (Chroicocephalus ridibundus), la Sterne pierregarin (Sterna hirundo), le Héron cendré (Ardea cinerea), le Râle d’eau (Rallus aquaticus), le Phragmite des joncs (Acrocephalus schoenobaenus), la Rousserolle effarvatte (Acrocephalus scirpaceus), le Bruant des roseaux (Emberiza schoeniclus), le Sizerin flammé (Carduelis flammea), le Bec-croisé des sapins (Loxia curvirostra), l'Épervier d’Europe (Accipiter nisus), la Bondrée apivore (Pernis apivorus), le Faucon hobereau (Falco subbuteo)…
Parmi les 12 espèces de mammifères observables sur le site, figurent l'Écureuil roux (Sciurus vulgaris) et le Grand murin (Myotis myotis).
Au moins 7 espèces d'amphibiens vivent dans le marais, presque tous en forte régression dans cette partie de l'Europe ou devenus très rares au nord de la France : le Crapaud commun (Bufo bufo), la Grenouille rousse (Rana temporaria), la Rainette verte (Hyla arborea), la Salamandre tachetée (Salamandra salamandra), les Tritons alpestre (Ichthyosaura alpestris), ponctué (Lissotriton vulgaris) et palmé (Triturus helveticus).
Parmi les menaces pesant sur le marais, figurent l'eutrophisation générale de l'environnement ou l'impact différé des pesticides appliqués dans le bassin versant ou apportés par les pluies.
Des actions de gestion restauratoire et/ou conservatoire de la strate herbacée sont menées notamment par le gestionnaire.

## Intérêt touristique et pédagogique
Une partie du site est aménagée pour être ouverte toute l'année à la promenade pédestre libre et de manière à être support d'éducation à l'environnement. Les chemins ont été adaptés à l'accès par les fauteuils roulants et les non-voyants, le site devant faire l’objet d’une labellisation « Tourisme et Handicap ».

## Administration, plan de gestion, règlement
La réserve naturelle est gérée par le syndicat Mixte Eden 62.

### Outils et statut juridique
La réserve naturelle a été créée par une délibération du 25 mai 2009. La réserve est l'un des éléments de la trame verte et bleue régionale et est importante pour le SDAGE dans le cadre de la Directive cadre sur l'eau, ainsi que pour le parc naturel régional.